# Naučná stezka Procházka po Přelouči s Františkem Filipovským
Naučná stezka Procházka po Přelouči s Františkem Filipovským je naučná stezka v Přelouči v okrese Pardubice v Pardubickém kraji. Nachází se také poblíž řeky Labe a v Přeloučské kotlině, která je součástí geomorfologického podcelku Pardubická kotlina.

## Historie a popis
Nenáročná naučná stezka Procházka po Přelouči s Františkem Filipovským byla slavnostně otevřená 19. dubna 2023. Je pojmenovaná po městě Přelouč a herci a místním rodáku Františku Filipovském (1907–1993). Stezka má 21 zastavení s informačními panely a audioprůvodcem a je zaměřena na památky, pamětihodnosti a významné osobnosti města Přelouče - to vše pohledem Františka Filipovského. Jednou z hlavních atrakcí je také rodný dům Františka Filipovského či Divišova vila. Stezka má dva okruhy a to městský s délkou 5 km a přírodní s délkou 3,5 km. Převýšení stezky je malé.

## Další informace
Stezka je celoročně volně přístupná.

## Galerie

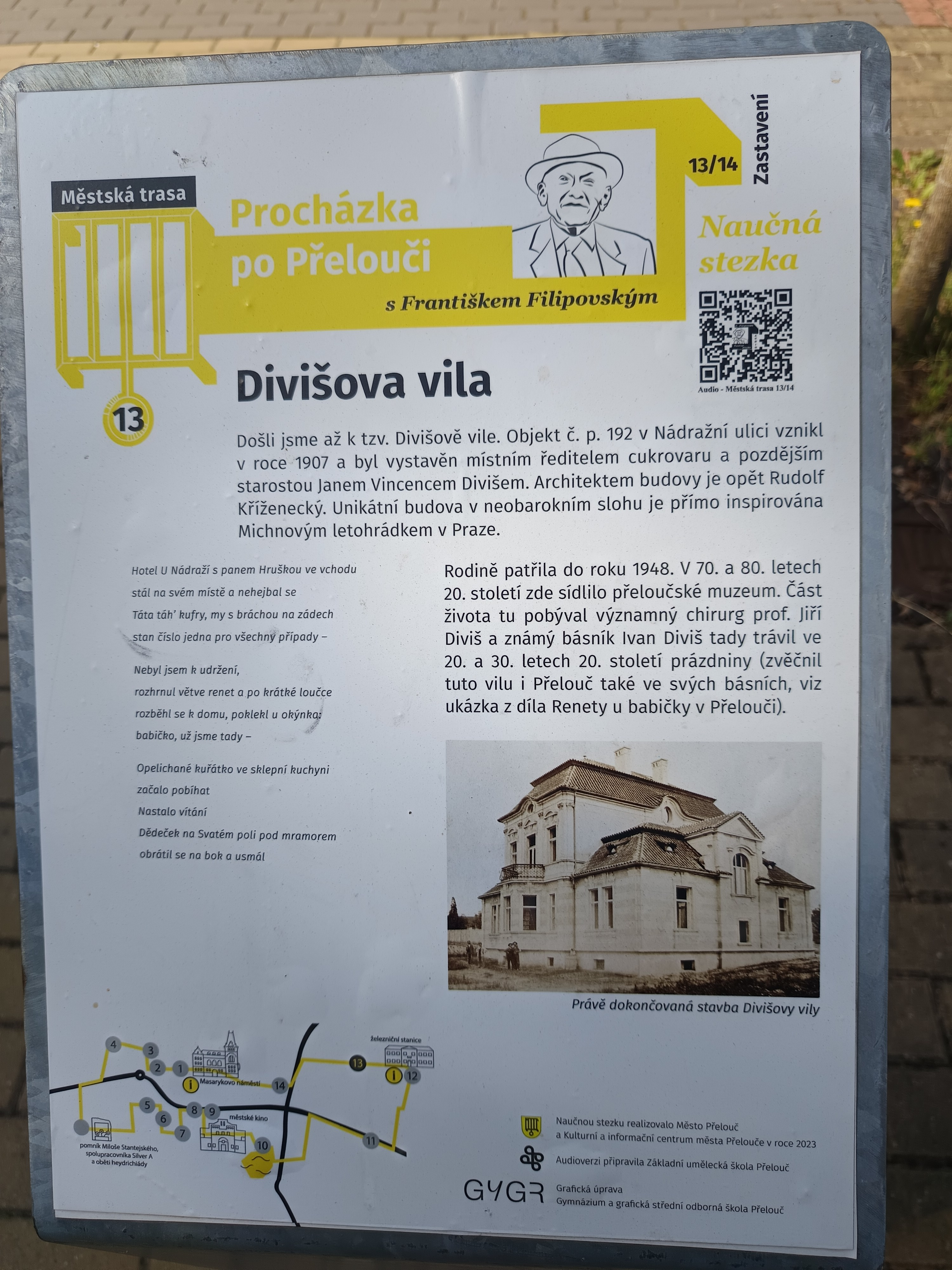
Divišova vila